# Överträdelse av myndighets bud
Överträdelse av myndighets bud, brott enligt svensk lag.
I brottsbalkens 17 kap 13 § står:
"Den som olovligen rubbar, skadar eller annars förfogar över egendom som är föremål för utmätning, kvarstad, betalningssäkring, beslag eller annan liknande åtgärd skadar eller borttager myndighets anslag eller försegling eller eljest olovligen öppnar vad myndighet tillslutit eller ock överträder annat dylikt av myndighet meddelat förbud, dömes för överträdelse av myndighets bud till böter eller fängelse i högst ett år."